# Scaligera Basket Verona
O Scaligera Basket Verona, também conhecido como Tezenis Verona por razões de patrocinadores, é um clube de basquetebol baseado em Verona, Itália que atualmente disputa a Série A.  Manda seus jogos na AGSM Forum com capacidade para 5.350 espectadores.

## Histórico de Temporadas
| Temporada | Nível | Liga                 | Pos. | J     | PL         | Resultado         | Competições Europeias |
| --------- | ----- | -------------------- | ---- | ----- | ---------- | ----------------- | --------------------- |
| 1986-87   | 2     | Serie A2             | 16   | 9-21  |            | Rebaixado         |                       |
| 1987-88   | 3     | Serie B d'Eccellenza | 1    | 27-3  |            | Promovidocampeão  |                       |
| 1988-89   | 2     | Serie A2             | 5    | 16-14 |            |                   |                       |
| 1989-90   | 2     | Serie A2             | 3    | 19-11 |            |                   |                       |
| 1990-91   | 2     | Serie A2             | 1    | 25-5  |            | Promovido campeão |                       |
| 1991-92   | 1     | Serie A1             | 12   | 11-19 | [ nota 1 ] | Rebaixado         | 2 Copa Saporta SF     |
| 1992-93   | 2     | Serie A2             | 2    | 21-9  |            | Promovido         |                       |
| 1993-94   | 1     | Serie A1             | 4    | 20-10 | 3-2        | Semifinais        |                       |
| 1994-95   | 1     | Serie A1             | 7    | 18-14 | 2-3        | Quartas de finais | 3 Copa Korać TOP16    |
| 1995-96   | 1     | Serie A1             | 10   | 15-17 | 1-2        | Oitavas de finais |                       |
| 1996-97   | 1     | Serie A1             | 5    | 16-10 | 6-4        | Semifinais        | 2 Copa Saporta FN     |
| 1997-98   | 1     | Serie A1             | 5    | 16-10 | 0-2        | Oitavas de finais | 3 Copa Korać C        |
| 1998-99   | 1     | Serie A1             | 12   | 9-17  | 1-2        | Oitavas de finais |                       |
| 1999-00   | 1     | Serie A1             | 12   | 11-19 | 5-4        | Semifinalista     |                       |
| 2000-01   | 1     | Serie A1             | 10   | 15-19 |            |                   | 3 Copa Korać R32      |
| 2001-02   | 1     | Serie A1             | 15   | 13-23 |            | Rebaixado         |                       |
| 2008-09   | 4     | Serie B2             | 2    |       |            | Promovido         |                       |
| 2009-10   | 3     | Serie A amadora      | 6    | 15-13 | 0-2        | Promovido         |                       |
| 2010-11   | 2     | Legadue              | 15   | 11-19 |            |                   |                       |
| 2011-12   | 2     | Legadue              | 11   | 12-16 |            |                   |                       |
| 2012-13   | 2     | Legadue              | 6    | 15-13 | 1-3        | Quartas de finais |                       |
| 2013-14   | 2     | DNA Gold             | 3    | 20-10 | 4-5        | Semifinais        |                       |
| 2014-15   | 2     | Serie A2 Gold        | 1    | 22-4  | 1-3        | Quartas de finais |                       |
| 2015-16   | 2     | Serie A2             | 8    | 16-14 | 0-3        | Quartas de finais |                       |
| 2016-17   | 2     | Serie A2             | 8    | 17-13 | 3-5        | Quartas de finais |                       |
| 2017-18   | 2     | Serie A2             | 6    | 18-12 | 4-3        | Quartas de finais |                       |
| 2018-19   | 2     | Serie A2             | 4    | 19-11 | 5-4        | Quartas de finais |                       |
| 2019-20   | 2     | Serie A2             | 4    | 19-11 | 5-4        | Quartas de finais |                       |
| 2020-21   | 2     | Serie A2             | 4    | 22-14 | 3-3        | Quartas de finais |                       |
| 2021-22   | 2     | Serie A2             | 2    | 24-6  | 10-5       | PromovidoCampeão  |                       |
| 2022-23   | 1     | Serie A              | 16   | 9-21  |            | Rebaixado         |                       |

fonte:«eurobasket.com». basketball.eurobasket.com

## Títulos

### FIBA Copa Korać
- Campeão (1):1997-98

### Supercopa da Itália
- Campeão (1):1996

### Copa da Itália
- Campeão (1):1991
- Finalista (2):1994, 1996

### FIBA Copa Saporta
- Finalista (1):1996-97